# Бобрищев-Пушкин, Александр Михайлович
Александр Михайлович Бобрищев-Пушкин (1851—1903) — писатель и судебный деятель.

## Биография
Александр Бобрищев-Пушкин, окончив курс в Училище правоведения, служил по судебному ведомству. С 1896 по 1900 годах был председателем Санкт-Петербургского окружного суда, затем членом консультации при министерстве юстиции и товарищем обер-прокурора уголовного кассационного департамента сената.
Кроме статей по юридическим вопросам, помещённых в специальных журналах, издал замечательное исследование «Эмпирические законы деятельности русского суда присяжных» (Москва, 1896), с атласом таблиц и диаграмм, представляющее собой богатые и широкие выводы из наблюдений над разнородными проявлениями этого суда.
В сенатской своей деятельности он горячо отдался стремлению к правильному проведению дел о расколе и сектантстве. Он находил, что от диких взглядов изуверства до чистых рационалистических воззрений существует целый ряд оттенков и отдельных учений, судить которые одним масштабом было бы неправосудно. Его книга «Суд и раскольники-сектанты» (СПб., 1901) представляет замечательное руководство для судебного деятеля, содержащее в себе богатый фактический и исторический материал, объединенный требованиями истиной справедливости и законного сострадания.
Он был любителем истории, литературы и поэзии. В большой статье о поэзии Некрасова («Вестник Европы», 1902) он выделял общественное служение поэта. Там же, в № 5 «Страдание и мечта» — разбор рассказа В. Г. Короленко «Не страшное». В его собственных стихах, напечатанных во «Всемирном Вестнике» уже после его смерти (особого внимания заслуживают: «Пред разлукой», «Октавы» и «Две Психеи»), чувствуется усталость от деловых тревог и житейских разочарований. Но в жизни он не опускал рук и был энергичным работником. Его писательская деятельность вызвала избрание его председателем литературно-художественного кружка имени поэта Полонского, в которой он внёс своими заботами, докладами и блестящими возражениями, полными разнородных сведений, большое умственное оживление.
Скончался от последствий операции в одном из курортов в окрестностях Дрездена. Он был одним из стойких служителей судебных уставов, верным их духу и заветам первых годов судебной реформы.